# Gotra simulator
Gotra simulator är en stekelart som först beskrevs av Tosquinet 1903.  Gotra simulator ingår i släktet Gotra och familjen brokparasitsteklar. Inga underarter finns listade i Catalogue of Life.